# NGC 4261
NGC 4261 ist eine elliptische Galaxie mit aktivem Galaxienkern vom Hubble-Typ E2 im Sternbild Jungfrau auf der Ekliptik. Sie ist schätzungsweise 95 Millionen Lichtjahre von der Milchstraße entfernt und hat einen Durchmesser von etwa 120.000 Lichtjahren. Die Galaxie ist unter der Katalognummer VCC 345 als Mitglied des Virgo-Galaxienhaufens gelistet.

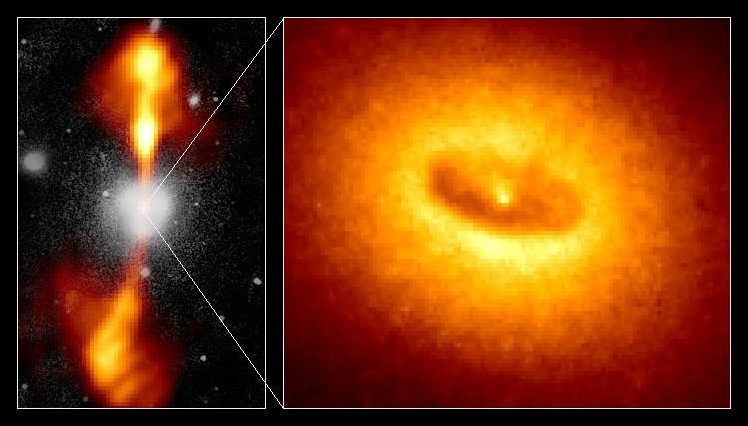
NGC 4261: links Radiofrequenzbereich (farbig), optisch (grau) – rechts optisch, 100-fach vergrößert

NGC 4261 besitzt bipolare Jets, die radioastronomisch beobachtet werden, und die weit über die im optischen Spektralbereich erkennbare elliptische Struktur hinausgehen. Im Zentrum der Galaxie befindet sich eine Akkretionsscheibe, die mithilfe des Hubble-Weltraumteleskops entdeckt wurde, und die auf ein zentrales Schwarzes Loch mit 5·108 Sonnenmassen hindeutet – die hundertfache Masse des Schwarzen Lochs im Zentrum der Milchstraße.
Im selben Himmelsareal befinden sich u. a. die Galaxien NGC 4257, NGC 4264, NGC 4269, IC 3155.
Die Typ-Ia-Supernova SN 2001A wurde hier beobachtet.
Das Objekt wurde am 13. April 1784 von William Herschel entdeckt.

## NGC 4261-Gruppe (LGG 278)
| Galaxie   | Alternativname | Entfernung/Mio. Lj |
| --------- | -------------- | ------------------ |
| NGC 4180  | PGC 38964      | 90                 |
| NGC 4197  | PGC 39114      | 88                 |
| NGC 4215  | PGC 39251      | 86                 |
| NGC 4261  | PGC 39659      | 95                 |
| NGC 4233  | PGC 39384      | 100                |
| NGC 4234  | PGC 39388      | 87                 |
| NGC 4223  | PGC 39412      | 96                 |
| NGC 4260  | PGC 39656      | 84                 |
| PGC 39107 | VCC 114        | 89                 |
| PGC 39392 | VCC 223        | 90                 |
| PGC 39929 | VCC 468        | 84                 |
| PGC 39188 | MCG +1-31-30   | 86                 |
| PGC 39265 | MCG +1-31-33   | 94                 |